# Förstörelsen av Sodom och Gomorra
Förstörelsen av Sodom och Gomorra är en målning av den brittiske målaren John Martin från 1852.

## Konstnären
John Martin (1789–1854) betraktades av sin samtid som en stor brittisk konstnär, med ett anseende som bara överträffades av William Turners, med vilken han tävlade i ryktbarhet. Hans berömmelse minskade dock efter hans död.

## Målningen
John Martins målning Förstörelsen av Sodom och Gomorra visar bibelns berättelse om förstörelse om städerna Sodom och Gomorra, som var Guds straff för de två städerna för befolkningens omoraliska leverne. Bara Lot och hans döttrar räddades. Lots hustru ignorerade Guds påbud att inte blicka bakåt, och förvandlades därför till en saltstod. Den eldröda färgen är karakteristisk för John Martins dramatiska scener av förstörelse. Virvelstormen på himlen var också ett vanligt element i hans målningar.

## Apokalyptiska motiv i målningar av John Martin
Flera andra av John Martins målningar har ett apokalyptiskt motiv:  Babylons fall (1831), The Fall of Nineveh, Divine vengeance, Pandemonium (1841) och The Eve of the Deluge (1840).

## Bildgalleri

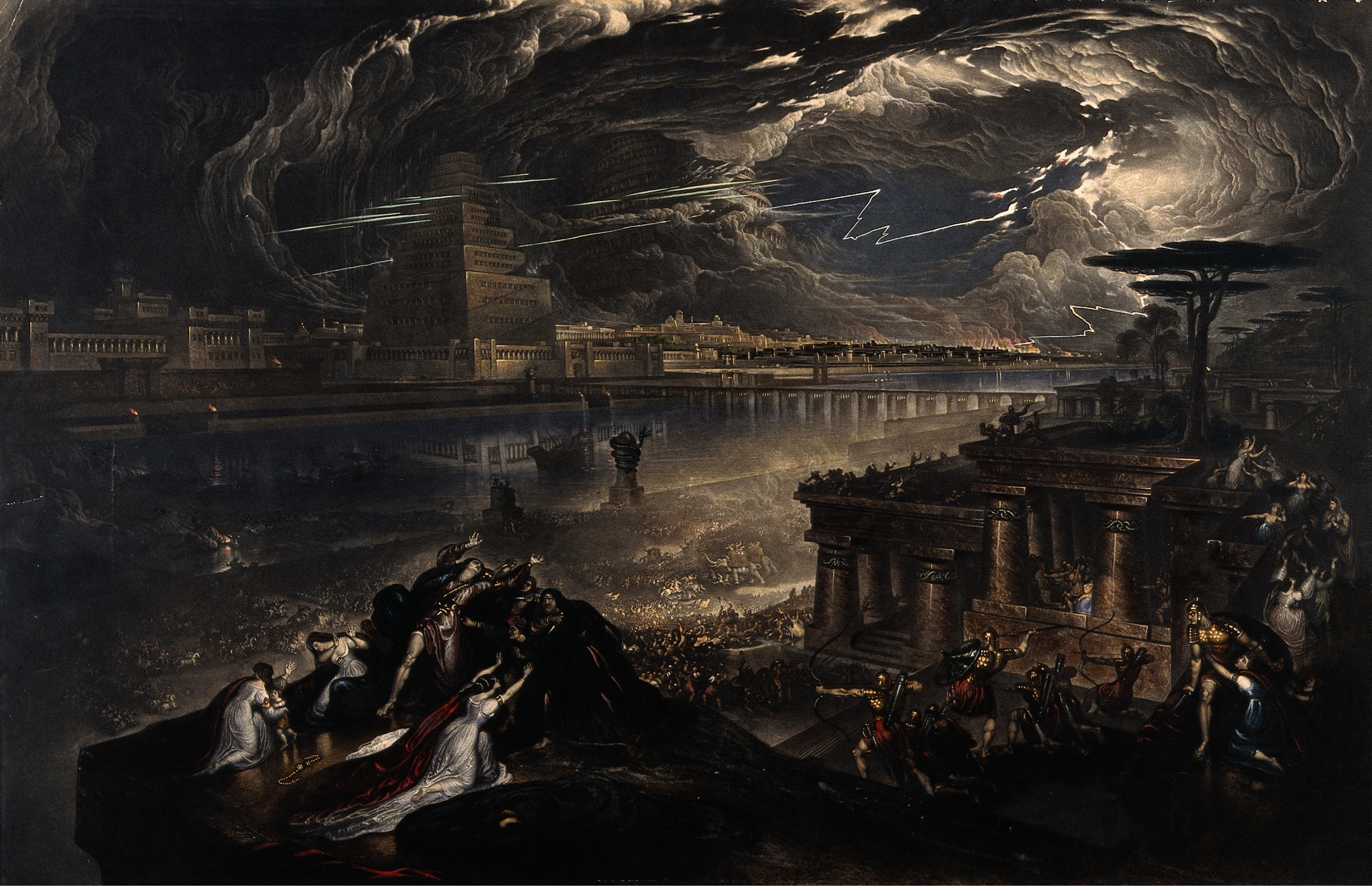
The fall of Babylon, 1831
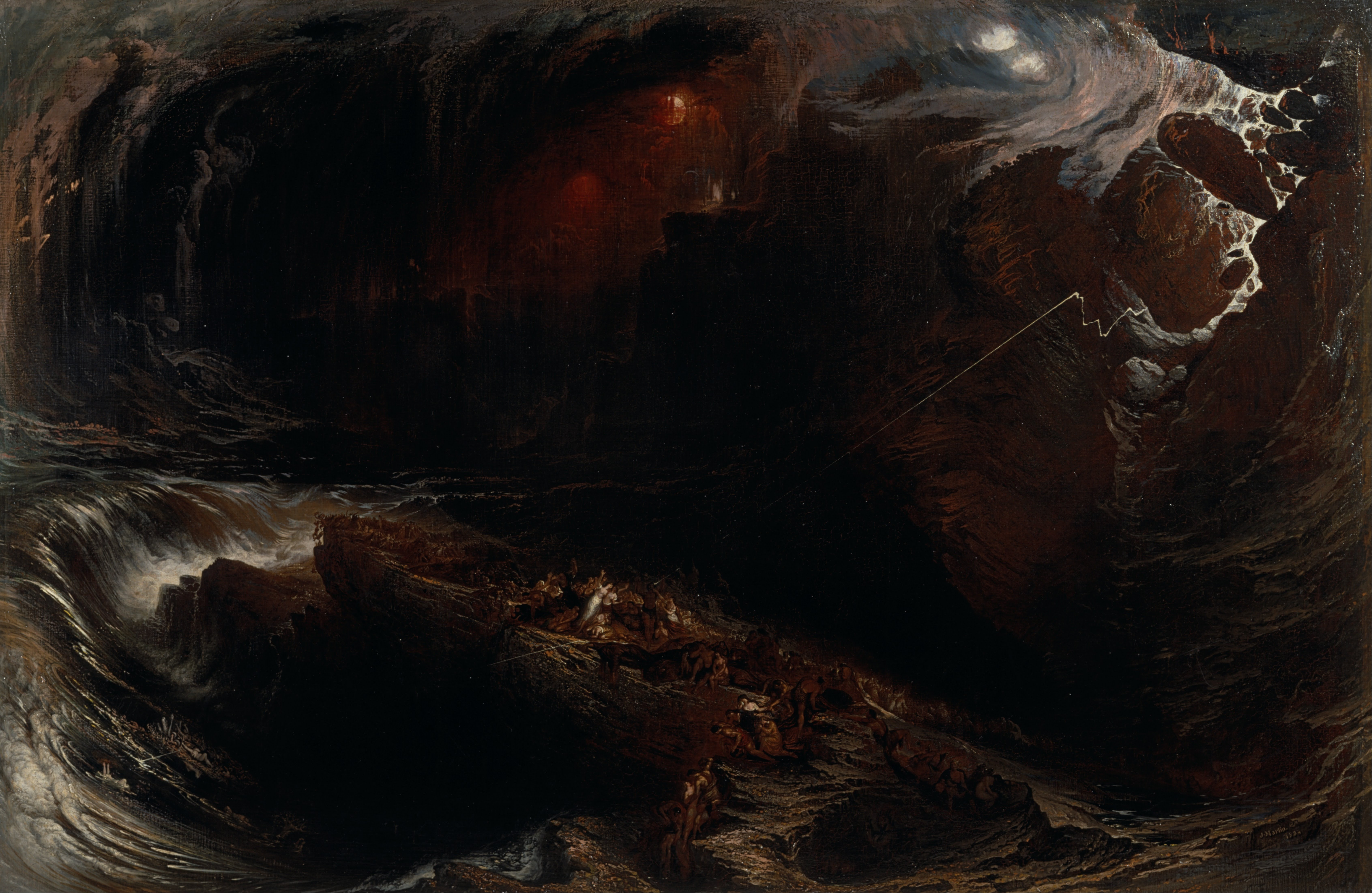
Syndafloden, 1834, Yale Center for British Art
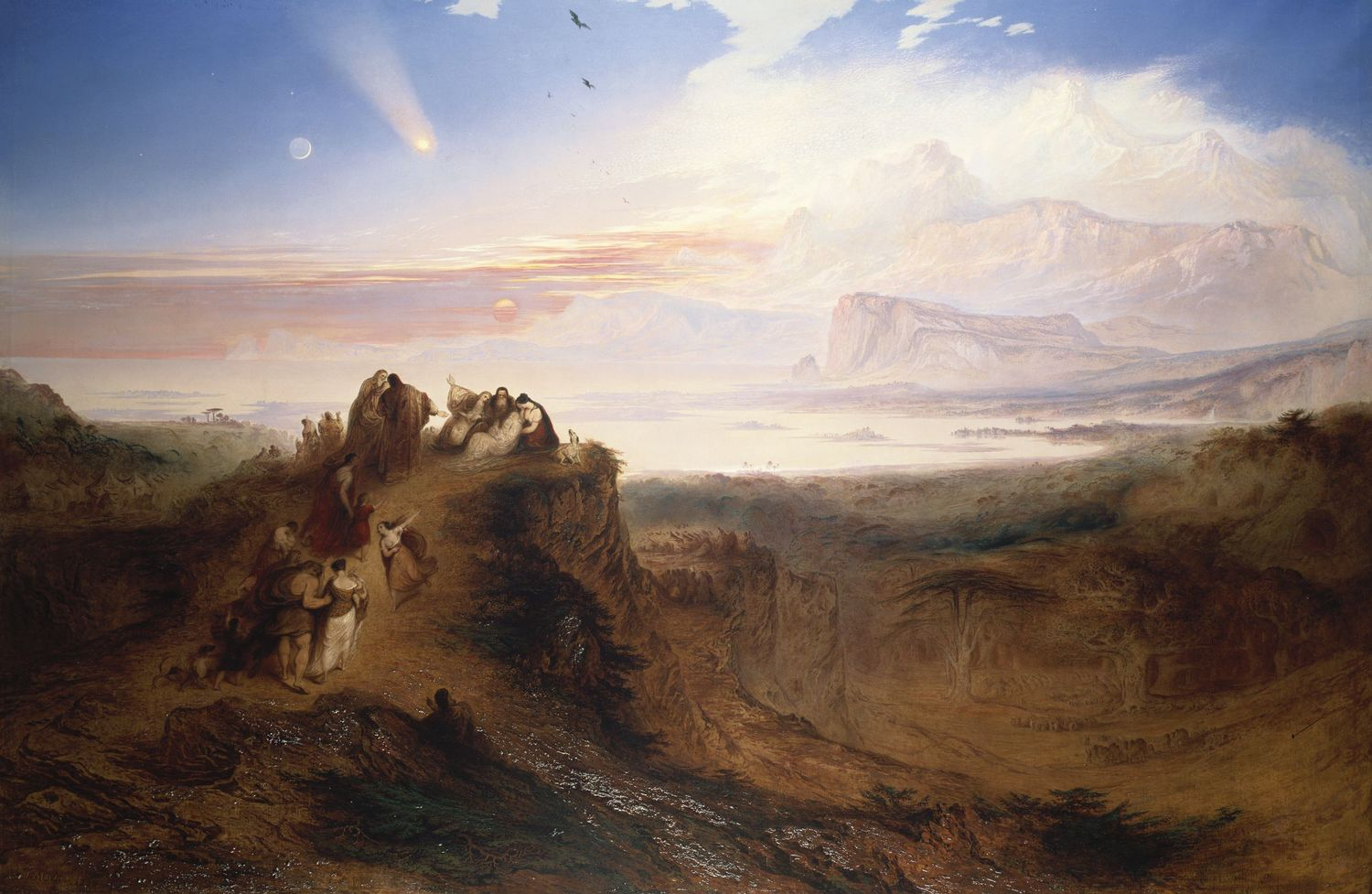
The Eve of the Deluge, 1840, den kungliga samlingen på Windsor Castle
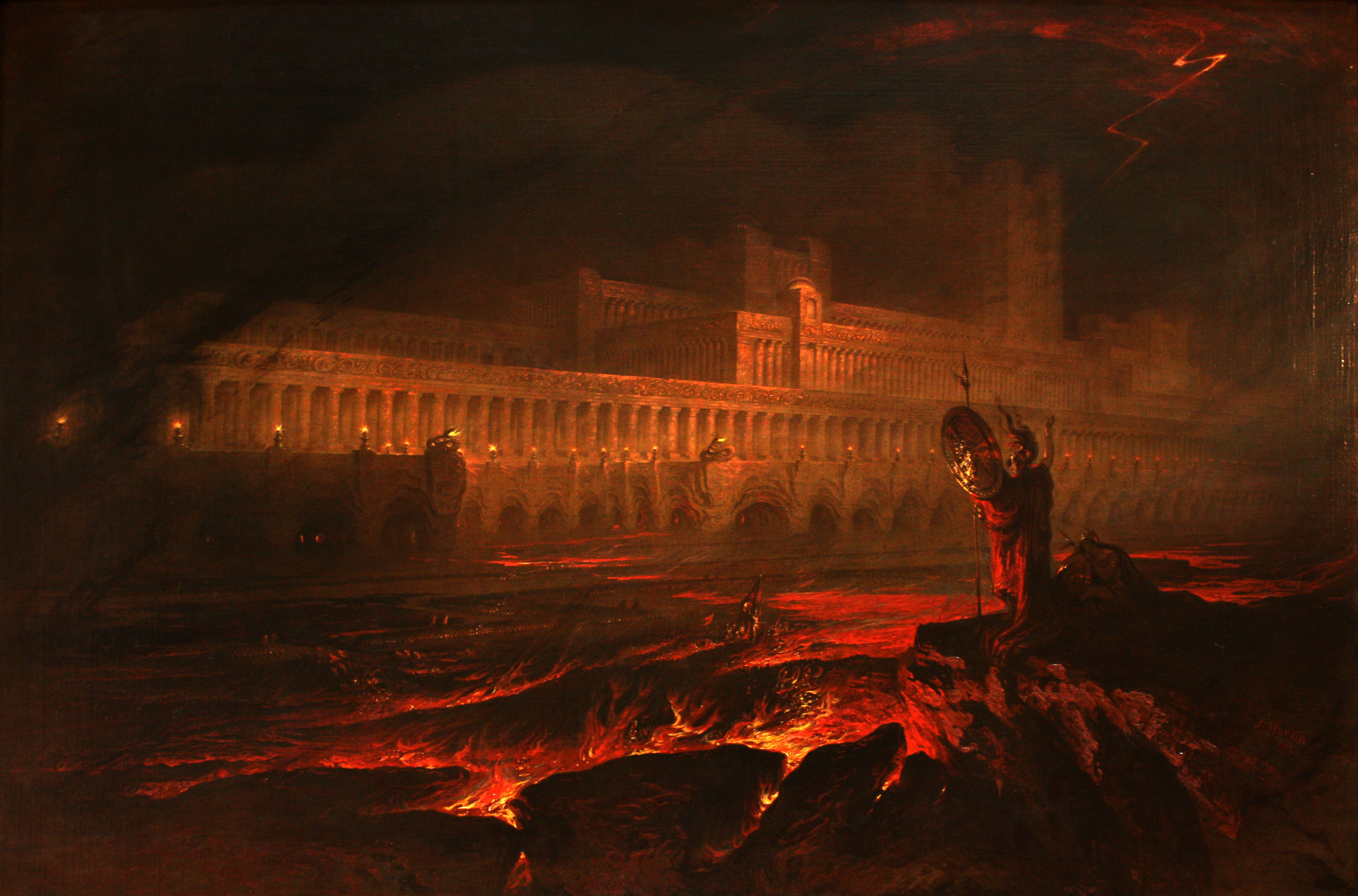
Pandemonium, 1841, Louvren